# The First Templar
The First Templar là một trò chơi máy tính thuộc thể loại hành động phiêu lưu do hãng Haemimont Games phát triển và Kalypso Media phát hành trên Xbox 360 và Microsoft Windows vào tháng 5 năm 2011 tại châu Âu và Bắc Mỹ.

## Cốt truyện
The First Templar theo chân câu chuyện của hai nhân vật chính - hiệp sĩ Đền Thờ người Pháp Celian d'Arestide và người bạn đồng hành của anh là Marie d'Ibelin, một phụ nữ quý tộc bị Toà án dị giáo dòng Dominica phán là kẻ dị giáo. Người chơi phải khám phá ra bí ẩn đằng sau Hội hiệp sĩ Đền Thờ, góp phần trong một âm mưu lớn và tìm ra bí mật của Chén Thánh. Các nhân vật sẽ phải trải qua cuộc hành trình đầy thử thách và cuối cùng đối mặt với kẻ thù đầy uy quyền gồm người Saracen, vua Philip IV của Pháp và những Phán quan dị giáo không kém phần nguy hiểm.

## Nhân vật
- Celian d'Arestide – Nhân vật chính xuyên suốt chuyến phiêu lưu trong game, Celian là một viên quý tộc và là một hiệp sĩ hào hiệp luôn chiến đấu theo lệnh của Toà án dị giáo. Không giống như những đồng sự khác, Celian nhận được sự giáo dục chính thức về việc huấn luyện kỹ năng chiến đấu, với khả năng sử dụng thành thạo kiếm khiên, anh tỏ ra khá hữu hiệu trong cận chiến và phòng thủ vững chắc. Do một sự kiện chưa được kể trong quá khứ mà Celian đã mất tất cả những kỷ niệm trước khi đến tuổi trưởng thành, mà dường như không có bất kỳ ý nghĩa đặc biệt khác hơn từ các nhiệm vụ trong việc tạo ra một bối cảnh cho nhân vật vào lúc khởi đầu của trò chơi.
- Marie d'Ibelin – Cháu gái của Guy d'Ibelin, Marie lớn lên theo truyền thống của người Saracen. Cô quyết định gia nhập cuộc hành trình cùng Celian, để đền ơn anh sau khi bị một kẻ dị giáo đóng dấu bằng sắt nung lên vai theo lệnh từ phán quan của Toà án dị giáo và được chính Celian cứu sống. Được dạy kỹ năng chiến đấu và tự bảo vệ chính mình từ hồi còn trẻ, Marie có thể sử dụng đôi dao găm trong giáp chiến và khả năng phát hiện các loại bẫy ẩn giấu.
- Roland – Một thành viên cấp cao của Hội hiệp sĩ dòng Đền với kỹ năng sử dụng trường kiếm sắc bén trong cận chiến, Roland luôn sát cánh cùng Celian trong nhiều chiến dịch ở phía Đông, sau sự kiện vua Philip IV của Pháp tàn sát cả hội, anh đã hộ tống Celian một đoạn và quyết định quay về bảo vệ những thành viên còn sống sót của hội khỏi những nguy hiểm khó lường.
- Wilhelm of Beaujeu – Giáo trưởng Hội hiệp sĩ dòng Đền và người cố vấn lâu năm của Celian. Ông được mô tả như là một nhà lãnh đạo khôn ngoan cùng thể chất mạnh mẽ mặc dù tuổi đã cao.
- Philip IV – Vua nước Pháp, và một trong những nhân vật phản diện chính của game. Ông phản bội Hội hiệp sĩ dòng Đền và tự mình liên minh với Toà án dị giáo nhằm tàn sát hội viên để trục lợi từ nguồn tài sản dồi dào được tích lũy bao lâu nay của hội.
- Người Byzantine – Một nhân vật phản diện thứ hai giới thiệu trong gói nội dung tải về Arena. Ông sống trong một lâu đài được củng cố với một đấu trường lớn và thường xuyên ép buộc các tù nhân của mình phải tham gia các trận giác đấu để mua vui cho bản thân.

## Lối chơi
The First Templar đã có cả thảy 10 màn chơi chính và không mất nhiều thời gian để hoàn thành. Mảng làm người chơi mất nhiều thời gian là những nhiệm vụ phụ được bổ sung vào giữa các màn chơi giúp người chơi phần nào nắm bắt cốt truyện chính được thêm phần trọn vẹn và tăng thêm tính mạch lạc, hấp dẫn cho game. Khi hoàn tất những nhiệm vụ này người chơi sẽ nhận được các phần thưởng từ tiền bạc của cải đến những điểm kinh nghiệm. Người chơi có thể dùng điểm kinh nghiệm này để nâng cấp các kĩ năng chính sẽ hỗ trợ rất nhiều về sức mạnh, thể chất, tốc độ và sức chịu đựng dẻo dai cho nhân vật về sau.
Hệ thống chiến đấu của game chủ yếu bao gồm cận chiến với các kĩ thuật sử dụng kiếm và khiên để đối phó với kẻ thù. người chơi có một vài lựa chọn để vung kiếm tấn công, và ấn nút đúng lúc để đỡ đòn. Nếu như căn chuẩn, đòn đỡ của người chơi cũng sẽ làm kẻ địch bị choáng đôi chút. Đồng thời, nhân vật còn có khả năng dùng những đòn tấn công mãnh liệt để phá khiên của một số loại kẻ địch. Nhân vật có thể mạnh dần lên theo 10 cấp độ. Điểm nhiệm vụ có thể nhận được thông qua chiến đấu, hoàn thành nhiệm vụ chính, hoặc qua các thử thách phụ không liên quan đến cốt truyện. Kĩ năng chiến đấu trong game được chia thành bốn mảng lớn, mỗi mảng đều có lợi thế trong sức mạnh chân chất, tốc độ hoặc sức chịu đựng.
The First Templar hỗ trợ một nhóm nhân vật bốn người với cách chiến đấu khác nhau để người chơi có thể thay đổi khi muốn. Ngoài các hiệp sĩ với kiếm và khiên, có vẻ như trong game còn có một lớp nhân vật với khả năng dùng dao cho cận chiến và cung nỏ để giành lợi thế từ khoảng cách xa. Game quy tụ rất nhiều binh chủng, thậm chí là cả hiệp sĩ dòng thánh cực kì thiện chiến. Đặc biệt, các nhóm quân nhỏ với sự kết hợp của nhiều binh chủng sẽ tăng khó khăn rất nhiều so với việc chỉ có một loại duy nhất. Game cũng có một số mini game khá thú vị nhưng chúng lại chiếm số lượng rất ít nên thật sự chưa mang lại nhiều ấn tượng rõ rệt.
The First Templar có lối chơi dành riêng cho phần hành động lén lút, chủ yếu được dùng khi nhóm phải đột nhập vào các cứ điểm của kẻ địch. Tuy nhiên yếu tố này được thể hiện không được tốt ví dụ như người chơi có thể chậm rãi nấp/bước tới các chướng ngại vật và ấn một nút duy nhất để nấp sau chúng. Nhóm nhân vật trong game có thể được điều khiển bởi người chơi và AI, tuy nhiên, để thưởng thức trọn vẹn cảm giác của game, người chơi cần có ba người chơi cùng - thông qua mạng. Như đã nói, co-op trong các nhiệm vụ mới là thiết kế chủ lực của trò chơi.
The First Templar còn lồng ghép yếu tố giải đố và tìm đường thông qua khu vực các công trình ngầm nằm sâu dưới lòng đất. Người chơi sẽ phải giúp nhân vật của mình vượt qua các bẫy chông, lưỡi dao khổng lồ hay vượt qua những làn lửa nóng bỏng…Tất cả những khó khăn đó thường chỉ được giải quyết khi người chơi biết kết hợp hành động giữa hai nhân vật. Người chơi có thể ra lệnh cho nhân vật phụ đứng đợi hoặc đi theo mình với các phím mũi tên. Tuy nhiên, AI của đồng đội máy chưa thật sự tốt.
Do đó, cách chơi của The First Templar sẽ nghiêng về tính đồng đội nhiều hơn. Đồng thời một bài toán mới đặt ra cho người chơi lúc bấy giờ chính là phải biết lựa chọn, thay đổi và phối hợp các nhân vật trong nhóm thế nào để đạt hiệu quả chiến đấu cao nhất. Điển hình như sẽ rất hữu dụng khi sử dụng nhân vật cầm kiếm để thực hiện các chiêu tấn công làm vô hiệu hóa khiên đỡ của đối phương hay dùng nỏ để phục kích từ xa tạo ra yếu tố bất ngờ cho chúng.

## Đón nhận
The First Templar nhận được đánh giá phần lớn tầm trung bình, trên trang web tổng hợp đánh giá Metacritic thì phiên bản PC nhận được số điểm tổng hợp là 57% (Tháng 10 năm 2011), hệ thống chiến đấu, phong cách hình ảnh và cốt truyện nhận được một số phản hồi tích cực, nhưng lại bị chỉ trích vì kiểu thiết kế lỗi thời và chất lượng game thấp, phiên bản Xbox 360 cũng nhận được đánh giá phần lớn tầm trung bình và phản hồi tương tự như phiên bản PC với số điểm 52% (tính đến tháng 10 năm 2011) trên Metacritc.
Trong bài nhận xét của Eurogamer mô tả game như "..tốt cỡ 6/10, vào loại không kỳ vọng, chi phí game thấp đến gần số điểm từ bên dưới.. [và]... một kẻ cãi cọ chặt chém hiền lành … Không phải là một thứ tuyệt vời". GameZone chỉ cho game số điểm 3.5/10, đã nêu rõ Đây là trò chơi mà bạn mong đợi. Bạn muốn nó thành công, nhưng nó chỉ khiến bạn tụt dốc. toàn bộ thời gian bạn suy nghĩ về những gì họ có thể có thực hiện khác biệt và tốt hơn".